# Gymnastes (Gymnastes) omeicola
Gymnastes (Gymnastes) omeicola is een tweevleugelige uit de familie steltmuggen (Limoniidae). De soort komt voor in het Palearctisch gebied.